# دوست (فیلم ۱۹۷۴)
دوست (به هندی: Dost) فیلمی محصول سال ۱۹۷۴ و به کارگردانی دولال گوها است. در این فیلم بازیگرانی همچون درمندرا، هما مالینی، شاتورگان سینها، آمیتاب باچان، آبی باتاچاریا، رحمان ایفای نقش کرده‌اند.